# Thienemannia libanica
Thienemannia libanica är en tvåvingeart som beskrevs av Laville och Moubayed 1985. Thienemannia libanica ingår i släktet Thienemannia och familjen fjädermyggor.
Artens utbredningsområde är Libanon. Arten har ej påträffats i Sverige. Inga underarter finns listade i Catalogue of Life.